# Boudewijn IV van Jeruzalem
Boudewijn IV (1161 - Jeruzalem, 16 maart 1185) bijgenaamd de Melaatse, was koning van Jeruzalem van 1174 tot 1185, ten tijde van de kruistochten.
Zijn ouders waren Amalrik I en Agnes van Courtenay, en hij had een zuster Sibylla en een halfzuster Isabella.

## Jeugd
Boudewijn bracht zijn jeugdjaren door aan het hof van Jeruzalem en had daarbij weinig contact met zijn moeder, Agnes van Courtenay, gravin van Jaffa en Ashkelon. Zijn vader was gedwongen van haar te scheiden. Boudewijn werd onderwezen door de historicus Willem van Tyrus. Deze ontdekte ook zijn melaatsheid. Op een middag was Boudewijn aan het spelen met vrienden en knepen ze tijdens een spelletje in elkaars armen. Boudewijn voelde daar echter niets van. Willem zag dat en vroeg Boudewijn wat er aan de hand was. Deze antwoordde dat een vorst geen pijn hoort te voelen. Maar Willem vermoedde dat het hier ging om het eerste stadium van melaatsheid. Tijdens Boudewijns puberteit namen de vormen van lepra steeds ernstiger vormen aan: rode plekjes en lichaamsmisvorming.

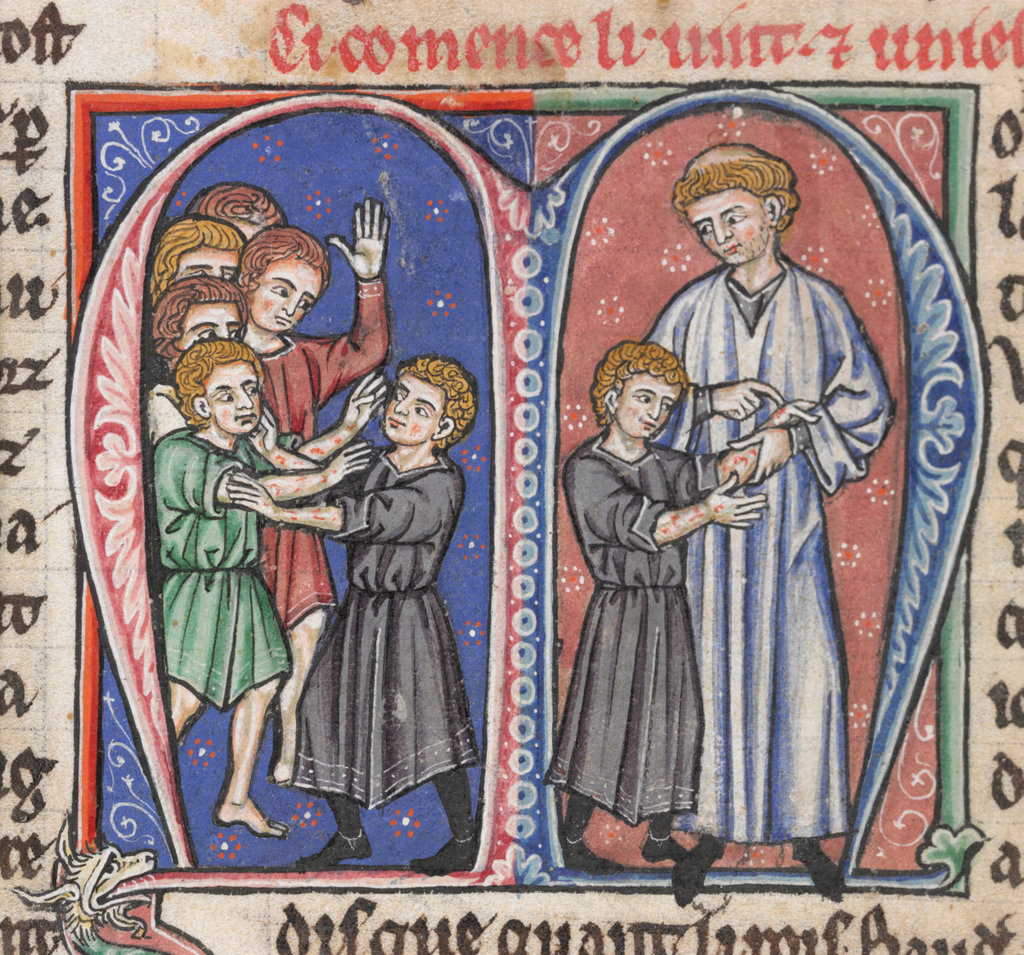
Willem van Tyrus ontdekt de symptomen van lepra bij de jonge Boudewijn IV

Boudewijns vader overleed in 1174. Boudewijn volgde hem op dertienjarige leeftijd op, rond 15 juli van dat jaar. Wanneer hij door zijn slopende ziekte zijn land niet kon regeren, fungeerde Miles van Plancy en later zijn vaders neef Raymond III van Tripoli als regent. In 1175 wist Raymond namens het Koninkrijk een verdrag te sluiten met sultan Saladin.
Vanwege Boudewijns melaatsheid werd niet verwacht dat hij lang zou leven of zelfs een erfgenaam kon produceren. Hovelingen en verscheidene heren bogen zich over dit probleem.

## Boudewijns regeerperiode
Toen Boudewijn oud genoeg was om de koningsmacht over te nemen van Raymond III van Tripoli, ging hij naar Damascus om zijn verwant Jocelin III van Edessa vrij te kopen van de moslims. De reden hiervoor zou zijn dat Jocelin geen bedreiging vormde voor hem of voor de troon en ook loyaal zou zijn. Boudewijn benoemde hem tot officier van het koninkrijk Jeruzalem en maakte Jocelin tot zijn rechterhand. Jocelin beschaamde het in hem gestelde vertrouwen niet.
Tijdens het regentschap was Raymond van Tripoli onderhandelingen begonnen over een huwelijk van Boudewijns zuster Sibylla met Willem van Monferrato, een neef van koning Lodewijk VII van Frankrijk en eveneens van keizer Frederik I Barbarossa. Willem arriveerde in oktober 1176 en werd benoemd tot graaf van Jaffa en Ashkelon, voor zijn aangekondigde huwelijk. Men hoopte dat hij een goed gouverneur zou zijn voor de koning en een netwerk in Europa kon opzetten, en eventueel de koning kon opvolgen als hij met Sibylla getrouwd was.
Ondertussen smeedde Boudewijn plannen om Saladins kamp in Egypte aan te vallen. Hij zond Reinoud van Châtillon uit naar Constantinopel om te onderhandelen met Manuel I Komnenos om een zeemacht op te zetten. Reinoud was net vrijgelaten uit de gevangenis van Aleppo, en Manuel, de stiefvader van een dochter van Reinoud (keizerin Maria van Antiochië), had zijn borgtocht betaald. Tevens zocht Manuel een mogelijkheid om een orthodox patriarch aan te stellen in het Heilig Land en beiden kwamen overeen om Reinouds stiefzoon Bohemund III van Antiochië uit te huwelijken aan Manuels nicht Theodora Komnena. Na de succesvolle onderhandelingen keerde Reinoud terug in het voorjaar van 1177, en werd beloond door middel van een huwelijk met Stephanie van Milly, een rijke weduwe. Nu werd hij heer van Kerak en de buiten-Jordaan. Boudewijn wilde dat Reinoud samen zou werken met Willem van Montferrato om een zuidelijk verdedigingsnetwerk op te zetten, maar in juni overleed Willem in Ashkelon na een ziekte van enkele weken, met achterlating van zijn weduwe Sibylla en hun ongeboren zoon Boudewijn V.
In augustus arriveerde Filips van de Elzas op pelgrimstocht. Filips wilde dat Sibylla uitgehuwelijkt werd aan een van zijn vazallen. Maar het hof onder leiding van Boudewijn d'Ibelin wees dit af. Gefrustreerd reisde Filips af naar Antiochië.
In november leverden Boudewijn en Reinoud samen met de Tempeliers de zwaarbevochten maar erg succesvolle Slag bij Montgisard. In dezelfde maand stond Boudewijn toe dat zijn stiefmoeder Maria Komnena werd uitgehuwelijkt aan Balian d'Ibelin, een vooruit bekeken zet voor beide partijen, maar ook met risico. Het voedde de ambitie van de familie d'Ibelin om belangrijke huwelijken te sluiten, indien mogelijk zelfs met Sibylla en Isabella van Jeruzalem.
In 1179 kreeg Boudewijn te maken met militaire tegenvallers in het noorden van zijn koninkrijk. Op 10 april leidde hij een strooptocht voor vee bij Panias toen hij werd verrast door Saladins neef Farukh Shah. Boudewijns paard sloeg op hol en in een poging de koning te redden werd Humpfrey II van Toron dodelijk verwond. Op 10 juni, in antwoord op ruiteraanvallen bij Sidon, toog Boudewijn met een strijdmacht onder leiding van Raymond van Tripoli en Tempeliersmeester Odo de St. Amand naar Marj Uyun. Ze wisten de ruiters te verslaan bij de Litani rivier, maar werden daarna te grazen genomen door het leger van Saladin. De Koning werd van zijn paard gegooid en was niet bij machte weer op te stijgen. Hij moest van het slagveld worden gedragen op de rug van een ridder, terwijl zijn lijfwacht hem gewapenderhand door de linies loodste. Raymond van Tripoli en Reginald van Sidon wisten zich met een aantal vluchtenden te redden, maar Odo de St-Amand, Boudewijn d'Ibelin en Hugo van Tiberias werden gevangengenomen. In augustus werd na een kort beleg, het nog niet afgebouwde fort Jacob ingenomen door Saladin, waarbij de helft van het Tempeliersgarnizoen werd afgeslacht.
De mening van de moslims over koning Boudewijn werd vastgelegd door de reiziger Ibn Jubair, die schreef dat hij 'al-khinzir' (het zwijn) genoemd werd, en zijn moeder Agnes 'al-khinzira' (de zeug).

## Boudewijn en Guy van Lusignan
In de zomer van 1180 huwelijkte Boudewijn zijn zus Sibylla uit aan Guy van Lusignan, broer van officier Amalrik van Lusignan. Vroege geschiedschrijvers stelden dat Sibylla's tweede huwelijk te danken was aan de invloed van 's konings moeder. Tegenwoordig wordt echter gedacht dat dit idee voortkwam uit de gekrenkte gevoelens van kroniekschrijver Willem van Tyrus en de familie d'Ibelin. Raymond van Tripoli schijnt een poging ondernomen te hebben haar te laten huwen met Boudewijn d'Ibelin om zo zijn machtsbasis in stand te houden. Het plan om prinses Sibylla uit te huwelijken aan Hugo III van Bourgondië mislukte. Een huwelijksovereenkomst met een buitenlandse partij was belangrijk voor het koninkrijk, omdat het dan eerder op steun van buiten zou kunnen rekenen. Omdat de nieuwe koning Filips II van Frankrijk nog minderjarig was, was Guys vazalschap aan Hendrik II van Engeland -die de paus een pelgrimstocht had moeten toezeggen- aantrekkelijk in verband met steun voor het koninkrijk. Daarom was de keuze op Guy van Lusignan gevallen. Boudewijn beloofde verder zijn acht jaar oude halfzus Isabella aan Humpfrey IV van Toron om zo een oude schuld af te lossen. Diens grootvader Humpfrey II had namelijk bij Panias zijn leven gegeven voor Boudewijn. Ook kon hij haar zo aan de invloed van haar moeder en de familie d'Ibelin te onttrekken.
Guy, die een verbond gesloten had met Reinoud van Chatillon, viel vanuit diens kasteel Kerak moslimkaravanen op de route van Egypte naar Damascus aan. Saladin nam in 1182 met de slag om kasteel Belvoir revanche voor deze aanvallen. Boudewijn, die inmiddels blind was en niet meer kon lopen, wees vervolgens Guy aan als regent over het koninkrijk.
In 1183 voelde Boudewijn zich diep beledigd door het gedrag van Guy in zijn functie van regent. Guy bezocht het huwelijksfeest van Isabella en Humpfrey, gehouden in Kerak. De festiviteiten werden echter onderbroken door Saladin, die het kasteel belegerde compleet met alle bruiloftsgasten. Boudewijn kwam spoedig met een bijeen geschraapt legertje vanuit Jeruzalem om Kerak te ontzetten. Guy weigerde om vanuit de burcht een aanval op Saladins troepen te doen, die daarop eenvoudig weg konden trekken. Boudewijn kon dit niet waarderen en zette Guy af als regent. De in ongenade gevallen Guy trok zich vervolgens met zijn vrouw prinses Sibylla terug op zijn domein Ashkelon.

## Gedeeld koningschap en dood
Hoewel Boudewijn geen slechte band had met zijn zus Sibylla, wees hij zijn neef Boudewijn V aan als zijn erfgenaam en opvolger. In 1183 al als koningconsort en na zijn dood als volmachtig koning, met Raymond III van Tripoli als regent omdat Boudewijn nog te jong was om te regeren. Boudewijns moeder Agnes en haar man Reginald van Sidon, Raymond en de meeste andere edelen waren het hier mee eens. Boudewijn Het Kind (zoals hij ook genoemd werd) van Montferrato werd gekroond op 20 november 1183.
In de eerste maanden van 1184 deed Boudewijn IV een poging om het huwelijk tussen Sibylla en Guy te laten ontbinden. Het koppel wist deze poging af te slaan door zich op te sluiten in hun kasteel te Ashkelon. De militaire expeditie naar Kerak en de familieperikelen rondom zijn persoon, hadden Boudewijn uitgeput. Hij overleed in het voorjaar van 1185, een paar maanden na zijn moeder Agnes, die in het najaar van 1184 was gestorven.
Ofschoon lijdende aan lepra en dikwijls regerende met behulp van regenten, hield Boudewijn zich als koning veel langer staande dan men zou verwachten. Zoals eerder beslist, volgde Boudewijn V hem na zijn dood op, met als regent Raymond III van Tripoli.

## Boudewijn in fictie
Dertiende- en veertiende-eeuwse manuscript-illustraties bij de kronieken van Willem van Tyrus en Ernoul laten weinig zien van Boudewijns ziekte. Op een uit ca. 1842 daterende geromantiseerde afbeelding van de Slag bij Montgisard door Charles-Philippe Larivière die in de Salles des Croisades in Versailles hangt is Boudewijn op het slagveld afgebeeld. Dit werk beeldt hem uit tijdens de slag terwijl hij op een draagstel wordt vervoerd, zijn gezicht bedekt met een masker, zijn zwaard in zijn rechterhand. In werkelijkheid was Boudewijn tijdens deze slag nog instaat op een paard te zitten. Daarbij was hij inmiddels linkshandig geworden omdat zijn rechterhand al zwaar geïnfecteerd was door de lepra. (Zie onder)

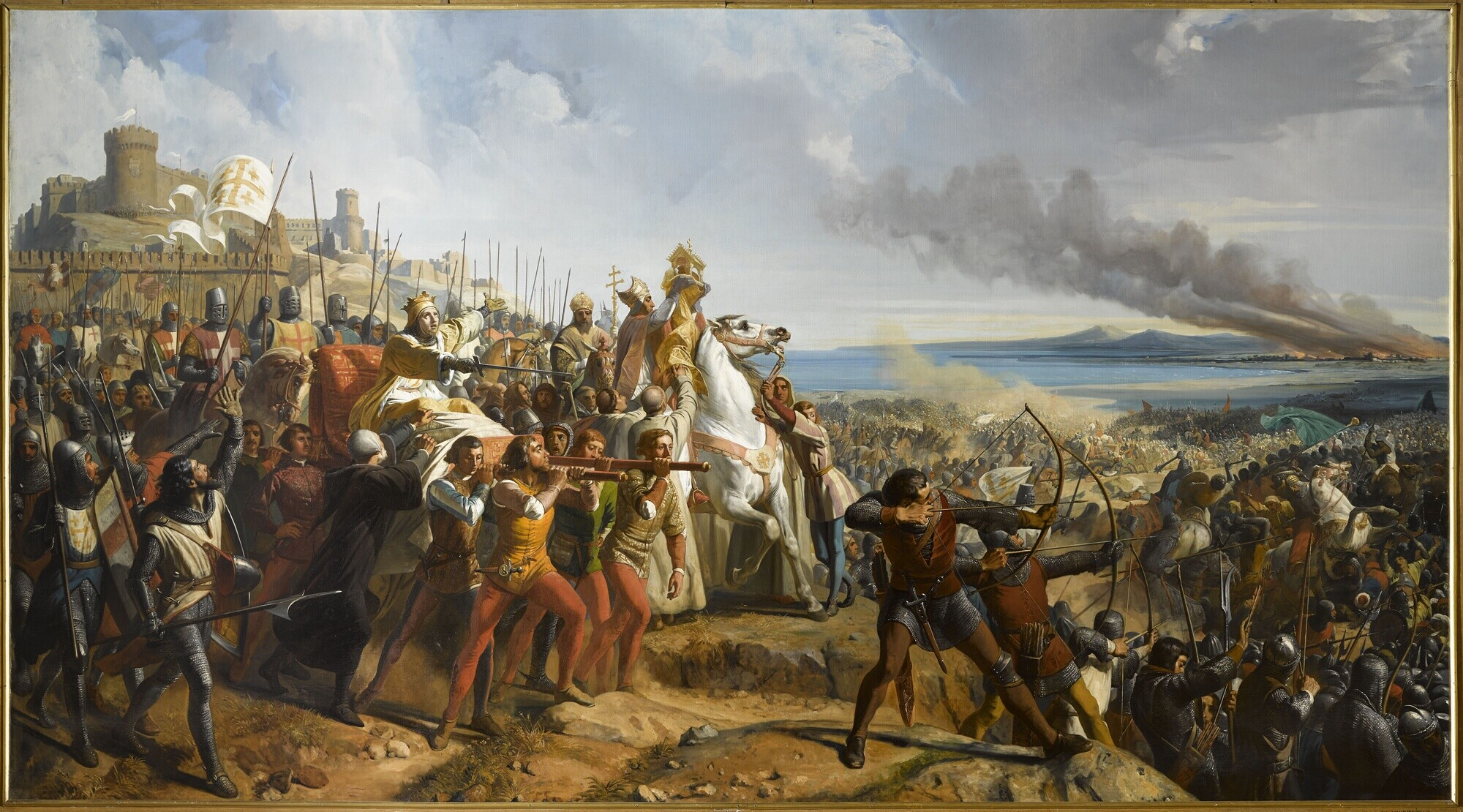
Boudewijn IV tijdens de Slag bij Montgisard

Boudewijn is onderwerp van een aantal historische romans met een grote variëteit aan geschiedkundig werkelijkheidsgehalte. Meestal wordt hij getypeerd als een sympathiek persoon.
In de Franse padvinderij fungeert Boudewijn als rolmodel.
In de film Kingdom of Heaven uit 2005 wordt Boudewijn IV gespeeld door Edward Norton. Ook hierin draagt hij een masker om zijn gelaat, dat door de lepra is aangetast, te bedekken. Het is een van de weinige personages in de film dat dicht bij de werkelijke persoon staat. Het dragen van een gezichtsmasker vindt echter geen steun in de overgeleverde beschrijvingen van zijn ziekte.

## Voorouders
| Voorouders van Boudewijn IV van Jeruzalem (1161-1185) | Voorouders van Boudewijn IV van Jeruzalem (1161-1185)                 | Voorouders van Boudewijn IV van Jeruzalem (1161-1185)                 | Voorouders van Boudewijn IV van Jeruzalem (1161-1185)                 | Voorouders van Boudewijn IV van Jeruzalem (1161-1185)                 | Voorouders van Boudewijn IV van Jeruzalem (1161-1185)                 | Voorouders van Boudewijn IV van Jeruzalem (1161-1185)                 | Voorouders van Boudewijn IV van Jeruzalem (1161-1185)                 | Voorouders van Boudewijn IV van Jeruzalem (1161-1185)                 |
| ----------------------------------------------------- | --------------------------------------------------------------------- | --------------------------------------------------------------------- | --------------------------------------------------------------------- | --------------------------------------------------------------------- | --------------------------------------------------------------------- | --------------------------------------------------------------------- | --------------------------------------------------------------------- | --------------------------------------------------------------------- |
| Overgrootouders                                       | Fulco IV van Anjou (1043-1109) ∞ Bertrada van Montfort (1070–1117)    | Fulco IV van Anjou (1043-1109) ∞ Bertrada van Montfort (1070–1117)    | Boudewijn II van Jeruzalem (-1131) ∞ Morphia van Melitene (-1126)     | Boudewijn II van Jeruzalem (-1131) ∞ Morphia van Melitene (-1126)     | Jocelin I van Edessal (1070-1131) ∞ Beatrix van Armenië (-)           | Jocelin I van Edessal (1070-1131) ∞ Beatrix van Armenië (-)           | ? (-) ∞ ? (-)                                                         | ? (-) ∞ ? (-)                                                         |
| Grootouders                                           | Fulco V van Anjou (1091-1143) ∞ Melisende van Jeruzalem (1096–1161)   | Fulco V van Anjou (1091-1143) ∞ Melisende van Jeruzalem (1096–1161)   | Fulco V van Anjou (1091-1143) ∞ Melisende van Jeruzalem (1096–1161)   | Fulco V van Anjou (1091-1143) ∞ Melisende van Jeruzalem (1096–1161)   | Jocelin II van Edessa (1113-1159) ∞ Beatrix van Saone (-1126)         | Jocelin II van Edessa (1113-1159) ∞ Beatrix van Saone (-1126)         | Jocelin II van Edessa (1113-1159) ∞ Beatrix van Saone (-1126)         | Jocelin II van Edessa (1113-1159) ∞ Beatrix van Saone (-1126)         |
| Ouders                                                | Amalrik I van Jeruzalem (1136-1174) ∞ Agnes van Courtenay (1136–1184) | Amalrik I van Jeruzalem (1136-1174) ∞ Agnes van Courtenay (1136–1184) | Amalrik I van Jeruzalem (1136-1174) ∞ Agnes van Courtenay (1136–1184) | Amalrik I van Jeruzalem (1136-1174) ∞ Agnes van Courtenay (1136–1184) | Amalrik I van Jeruzalem (1136-1174) ∞ Agnes van Courtenay (1136–1184) | Amalrik I van Jeruzalem (1136-1174) ∞ Agnes van Courtenay (1136–1184) | Amalrik I van Jeruzalem (1136-1174) ∞ Agnes van Courtenay (1136–1184) | Amalrik I van Jeruzalem (1136-1174) ∞ Agnes van Courtenay (1136–1184) |